# Олексенко, Олег Иванович
Олег Иванович Олексенко (1 января 1963, Феодосия, УССР — 19 июля 2002, Запорожье, Украина) — украинский предприниматель и политик. Глава правления ОАО «Мелитопольский маслоэкстракционный завод» и основатель торговой марки «Олком», президент футбольного клуба «Олком». Народный депутат Украины 4 созыва (2002). Почётный гражданин Мелитополя (2002).

## Биография

### Начало карьеры
Олег Иванович Олексенко родился 1 января 1963 года в семье служащих в городе Феодосия.
В 1985 году окончил Севастопольский приборостроительный институт по специальности «инженер-системотехник» и был направлен по распределению на Мелитопольский завод тракторных гидроагрегатов, где работал до января 1991 года на различных инженерных и руководящих должностях: инженера-программиста, инженера-электронщика, конструктора, начальника бюро. Одновременно руководил первым в Мелитополе кружком информатики и программирования в городском Дворце пионеров, а также секцией бокса.
В феврале 1991 года Олег Олексенко был назначен директором малого государственного предприятия «Промэл». В апреле 1993 года его избрали председателем правления АО «Промэлектроника». С декабря 1994 по январь 1996 года Олексенко был коммерческим директором ООО «Спецмонтажинновация».

### Олком
В январе 1996 года Олег Олексенко был назначен руководителем Мелитопольского маслоэкстракционного завода, который в то время простаивал из-за нерентабельности. Олексенко успешно провёл акционирование завода, направив полученные от приватизации предприятия деньги на восстановление производственных мощностей предприятия, и в июле 1997 года был избран председателем правления ООО «Мелитопольский маслоэкстракционный завод», которое с тех пор работало стабильно.
В 1999 году Олега Олексенко избрали председателем совета акционеров Киевского маргаринового завода. Он преобразовал предприятие из закрытого в открытое акционерное общество, организовал стабильные поставки сырья с Мелитопольского маслоэкстракционного завода, увеличил ассортимент и объём продукции предприятия. С 2000 года продукция Мелитопольского маслоэкстракционного завода и Киевского маргаринового завода производится под единой торговой маркой «Олком».
Продолжая развитие торговой марки, Олексенко старался объединить в ней и сырьевую базу, и предприятия по промышленной переработке сельскохозяйственной продукции. Для этого в Мелитопольском районе были созданы аграрные и перерабатывающие предприятия ООО «Злагода» и ЧП Агрофирма «Семёновка», а мелитопольский молокозавод был преобразован в ЧП «Молокозавод-Олком».

### Меценатская деятельность
По инициативе Олексенко торговая марка «Олком» оказывала меценатскую поддержку профессиональному и юношескому спорту Мелитополя. Благодаря этому в Мелитополе были возрождены и получили развитие игровые виды спорта — футбол и гандбол. В феврале 2001 года был создан профессиональный спортивный клуб «Олком», объединивший команды по багги, футболу и боксу, и Олег Олексенко стал его президентом. Футбольная команда «Торпедо», находившаяся в тот момент на грани расформирования из-за отсутствия финансирования, после приёма в клуб сменила название на ФК «Олком» и ещё 10 лет стабильно выступала во второй лиге. Ещё больших успехов достигли мелитопольские гандболисты.

### Смерть

Могила на Новом городском кладбище Феодосии

30 марта 2002 года Олег Олексенко, поддержанный «Нашей Украиной», был избран в Верховную Раду Украины по одномандатному округу от Мелитополя и Мелитопольского района. Вскоре после этого были выборы городского головы Мелитополя, на которых Олексенко поддерживал кандидата Василия Ефименко. Когда были объявлены предварительные результаты выборов, свидетельствующие о победе Василия Ефименко, избирательный штаб устроил небольшой банкет, в котором принял участие и Олег Олексенко. После банкета ему стало плохо, и через несколько дней он скончался в Запорожье от острого панкреатита. Олег Олексенко и раньше страдал заболеванием поджелудочной железы, тем не менее, представители «Нашей Украины» поставили под сомнение официальную причину смерти депутата.

## Память

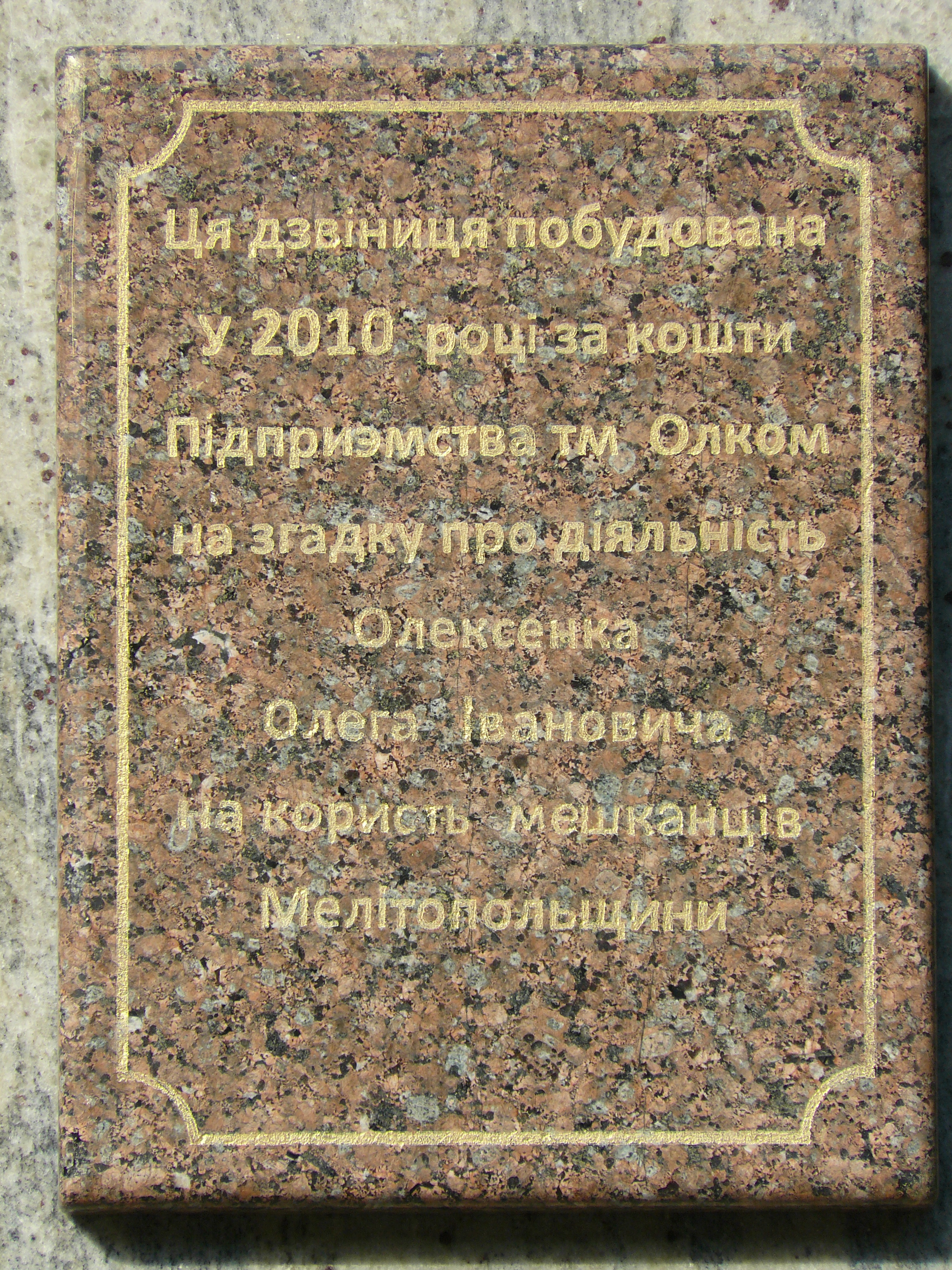
Мемориальная доска на звоннице храма святых Кирилла и Мефодия в Мелитополе.

- Похоронен на Новом городском кладбище Феодосии.
- Именем предпринимателя назван мелитопольский стадион «Спартак» имени Олега Олексенко.
- В память об Олексенко построена звонница храма святых Кирилла и Мефодия в Мелитополе. На звоннице установлена мемориальная доска.
- В Мелитопольском краеведческом музее работала временная экспозиция, посвящённая памяти Олексенко.

## В литературе
- Авдеенко Сергей Иванович. Две судьбы. — ИПЦ «Люкс», 2018. — 180 с. — ISBN 978-617-7218-42-4.